# Gokurakugai
Gokurakugai (極楽街?) es una serie de manga japonesa escrita e ilustrada por Yuto Sano. Se ha serializado en la revista de manga shōnen de Shūeisha, Jump Square, desde julio de 2022.

## Premisa
Tao Saotome y Alma dirigen la Agencia de Solución de Problemas de Gokurakugai, un servicio de resolución de problemas en Gokurakugai, un barrio obrero habitado por humanos y hombres bestia. Tao es una mujer alta con largas trenzas, mientras que Alma es un joven mitad humano, pelirrojo y con colmillos. Sus casos abarcan desde la localización de personas desaparecidas hasta la recuperación de información confidencial para clientes. Sin embargo, el distrito se enfrenta a una creciente inestabilidad a medida que se multiplican las desapariciones y aparecen cadáveres de animales mutilados. Durante una investigación, se topan con las Bestias del Desastre (禍 Maga?), entidades monstruosas que antaño fueron humanas. Su trabajo expone gradualmente la oscuridad oculta de la ciudad.

## Publicación
Escrito e ilustrado por Yuto Sano, Gokurakugai fue precedido por un capítulo único titulado Gokurakugai Sanban-doori no Ken (極楽街三番通の件?), publicado en la revista de manga shōnen de Shūeisha Jump SQ.Rise el 27 de enero de 2020; la serialización comenzó en Jump Square de Shūeisha el 4 de julio de 2022. El primer volumen se lanzó el 4 de noviembre de 2022. Sus capítulos individuales se han recopilado en cinco volúmenes tankōbon hasta la fecha.
VIZ Media comenzó a publicar el manga digitalmente en inglés, con sus primeros seis capítulos, el 2 de marzo de 2023. VIZ Media comenzó a publicar en inglés los volúmenes en formatos impresos y digitales en abril de 2024. Planeta Cómic obtuvo la licencia de la serie en España.

### Lista de volúmenes
| Volúmenes de manga publicados | Volúmenes de manga publicados | Volúmenes de manga publicados | Volúmenes de manga publicados | Volúmenes de manga publicados |
| Número                        | Fecha de lanzamiento          | ISBN                          | Fecha de lanzamiento          | ISBN                          |
| ----------------------------- | ----------------------------- | ----------------------------- | ----------------------------- | ----------------------------- |
| 1                             | 4 de noviembre de 2022        | ISBN 978-4-08-882740-7        | 27 de noviembre de 2024       | ISBN 978-84-1161-360-6        |
| 2                             | 4 de abril de 2023            | ISBN 978-4-08-883462-7        | 15 de enero de 2025           | ISBN 978-84-1161-663-8        |
| 3                             | 2 de diciembre de 2023        | ISBN 978-4-08-883725-3        | 9 de abril de 2025            | ISBN 978-84-1161-815-1        |
| 4                             | 4 de septiembre de 2024       | ISBN 978-4-08-884042-0        | 22 de octubre de 2025         | ISBN 979-13-87781-04-0        |
| 5                             | 2 de mayo de 2025             | ISBN 978-4-08-884290-5        | —                             | —                             |

## Recepción
La serie ocupó el noveno lugar en los premios Next Manga Award 2023 en la categoría de manga impreso. También ha sido nominado para la edición de 2025 en la misma categoría. Ocupó el décimo lugar en el séptimo premio Tsutaya Comic Award en 2023. Ocupó el quinto lugar en la lista de cómics recomendados por los empleados de Nationwide Bookstore de 2024. Ocupó el séptimo lugar en la encuesta "Manga que queremos ver animado" de AnimeJapan en 2025.
En América del Norte, el primer volumen ocupó el puesto 20 en la lista mensual de las 20 mejores novelas gráficas para adultos de Circana BookScan de abril de 2024.